# محمدمهدی رهبری املشی
محمدمهدی رهبری املشی (متولد ۱۳۳۰، نجف) سیاستمدار ایرانی و نماینده سابق رودسر و املش در مجلس شورای اسلامی است. او در ادوار دوم، سوم، چهارم، پنجم ونهم نمایندگی این حوزه را بر عهده داشته‌است. وی عضو کمیسیون برنامه و بودجه است.
وی کاندید مورد حمایت اصلاح طلبان املش و رودسر مجلس دهم بود که با شکست از اسدالله عباسی نمایندهٔ ادوار هفتم و هشتم رودسر و وزیر سابق کار در دولت محمود احمدی‌نژاد از انتخاب مجدد به مجلس بازماند.
وی خواهر زاده آیت الله محمدمهدی ربانی املشی است.

## نظریات و دیدگاه‌ها

### استان ساحلی
- او حامی طرح الحاق این دو شهرستان به استانی جدید به نام استان ساحلی است.

### سیاست خارجی
در آذر ۱۳۹۴، رهبری در نطقی در مجلس مردم سوریه را مخالف رهبران این کشور دانست و گفت «حاکمان سوریه و حزب بعث سوریه اقلیتی از سوریه هستند که مورد اقبال اکثریت مردم نیستند… مردم سوریه اگه حکومتشان را قبول داشتند میدان را برای تروریست‌ها آماده نمی‌کردند بلکه آن‌ها می‌توانستند به خوبی مبارزه کنند.» رهبری حکومت حزب بعث سوریه را سرکوبگر مسلمانان خواند.